# John Wood Group
John Wood Group plc eller Wood er en britisk multinational ingeniør- og konsulentvirksomhed med hovedkvarter i Aberdeen, Skotland.
Virksomheden blev etableret af Ian Wood i 1982, som et spin-off fra JW Holdings, der er Skotlands største fiskerivirksomhed. I 1970'erne udvidede JW Holdings forretningsomfanget til energiservicevirksomhed i relation til Nordsøens olieindustri.